# سیارک ۴۱۹۲
سیارک ۴۱۹۲ (به انگلیسی: 4192 Breysacher، نامگذاری:1981DH) چهار هزار و صد و نود و دومین سیارک کشف شده‌است که در ۲۸ فوریه ۱۹۸۱ کشف شد.
قدر مطلق سیارک برابر ۱۱٫۶۰ است.